# ベルナルド・ストロッツィ
ベルナルド・ストロッツィ（Bernardo Strozzi、1581年 - 1644年8月2日）は、17世紀イタリアのバロック絵画の画家である。カプチン・フランシスコ修道会の修道士であったので「il Capucino Genovese」(ジェノヴァのカプチーノ)や「il Prete Genovese」(ジェノヴァの司祭)などとも呼ばれた。ジェノヴァやヴェネツィアで働いた。

## 略歴
ジェノヴァで生まれた。ジェノヴァの画家、コルテ(Cesare Corte:1554–1613)に学び、15歳で ピエトロ ・ソッリ(Pietro Sorri)の工房に入った。2年後、カプチン修道会に入信して修道士となった。1610年に父親が死んだ後、母親と妹を養うために、許しを得て修道会を離れ、画家として働いた。ジェノヴァの有力者の支援を受け教会の装飾画などを描くようになった。
1619年にはジェノヴァで工房を開き、弟子にはジョヴァンニ・アンドレア・デ・フェラーリ(c.1598-1669)がいる。
1630年頃、母親が亡くなった後、カプチン修道会は修道会に戻るように要請し、ストロッツィが拒否すると裁判になり、投獄されることになり、1631年にストロッツィはジェノヴァを逃れ、ヴェネツィアに移った。
ヴェネツィア共和国のドージェ(元首)、エリッツォ(Francesco Erizzo)の支援を受け、多くの有力な人物の肖像画を描き名声を得た。1635年に修道会とも和解した。

## 作品

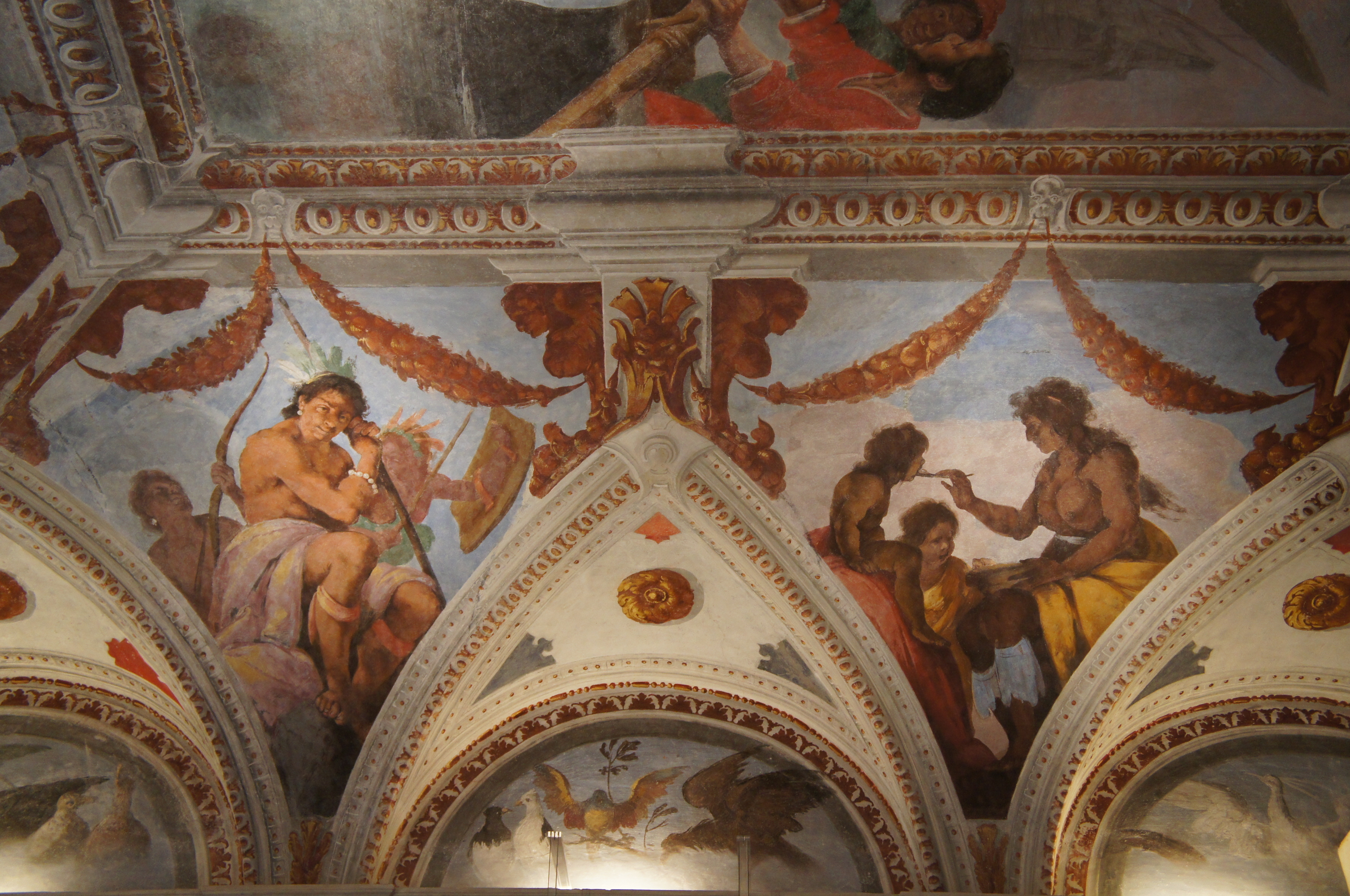
ジェノヴァのPalazzo Podestàの装飾画
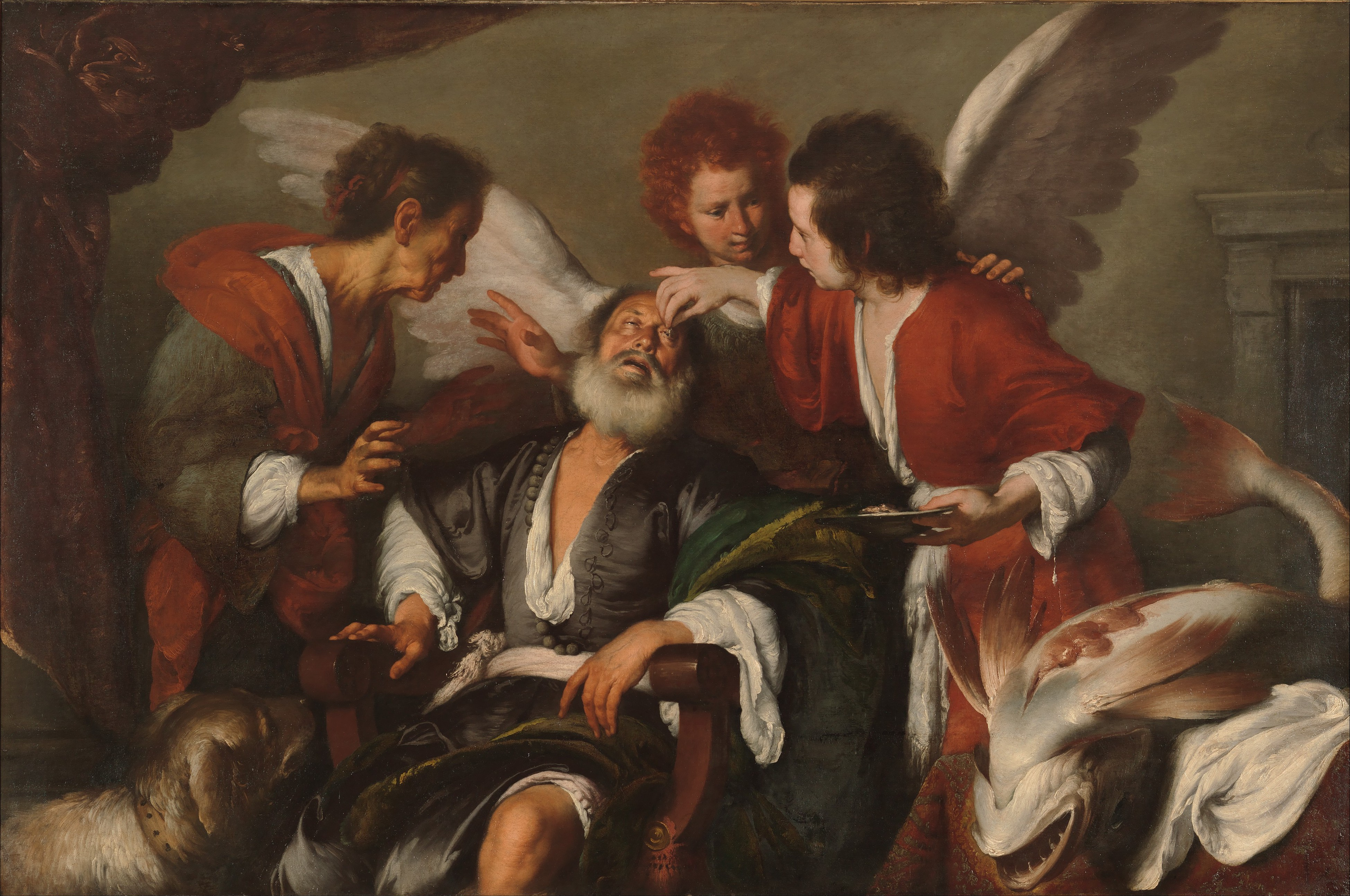
トビトの治癒
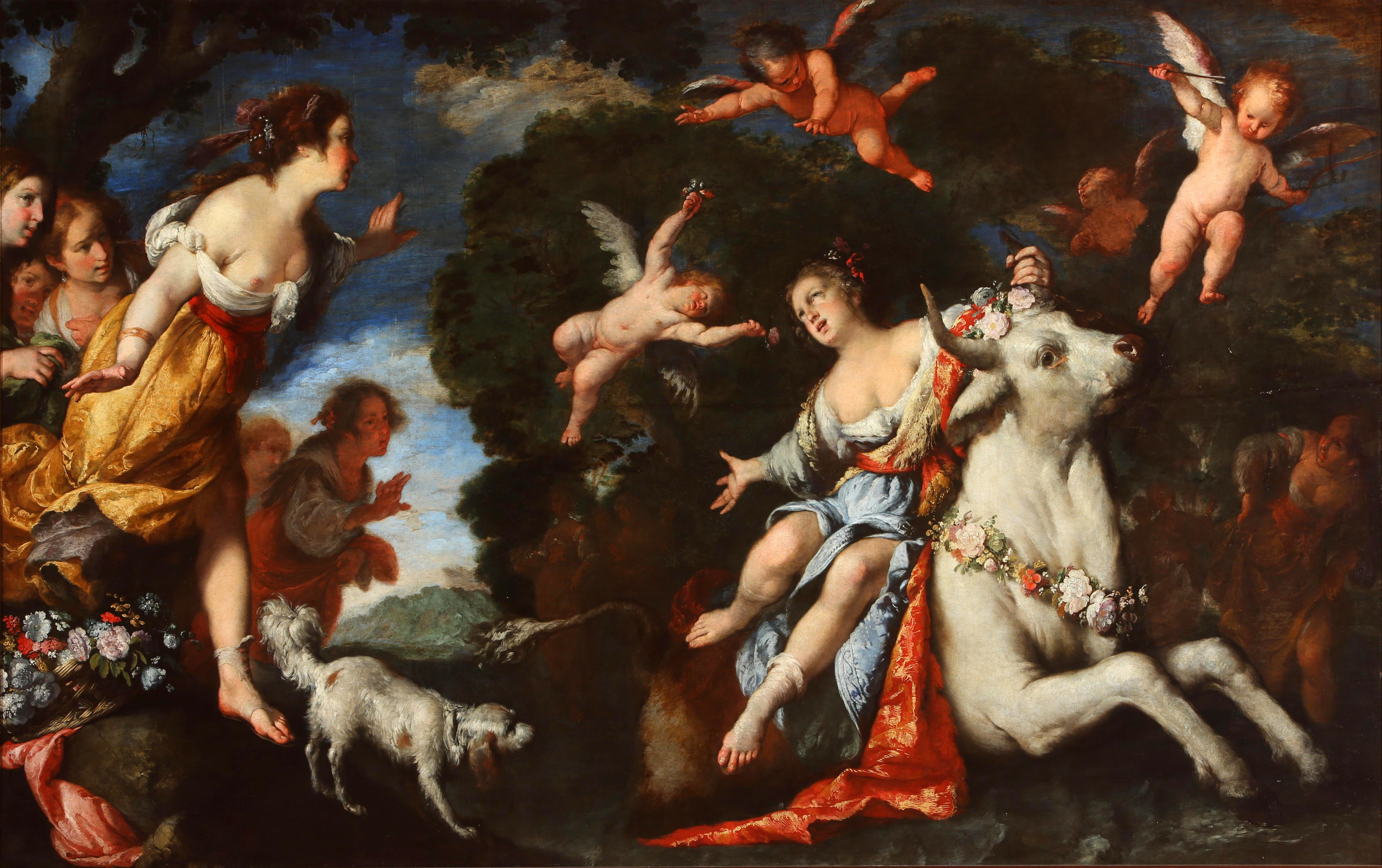
エウローペーの誘拐

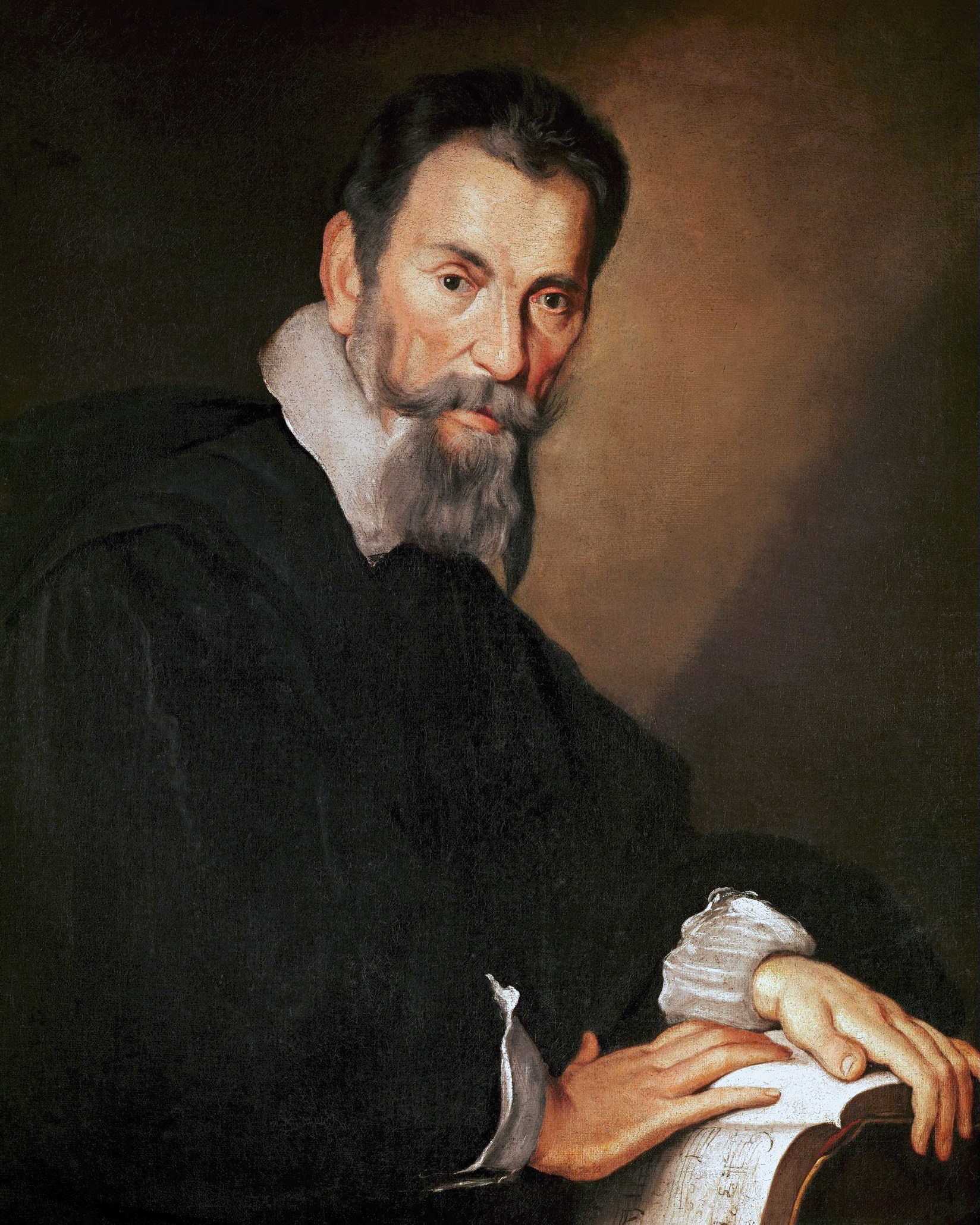
クラウディオ・モンテヴェルディ(音楽家)
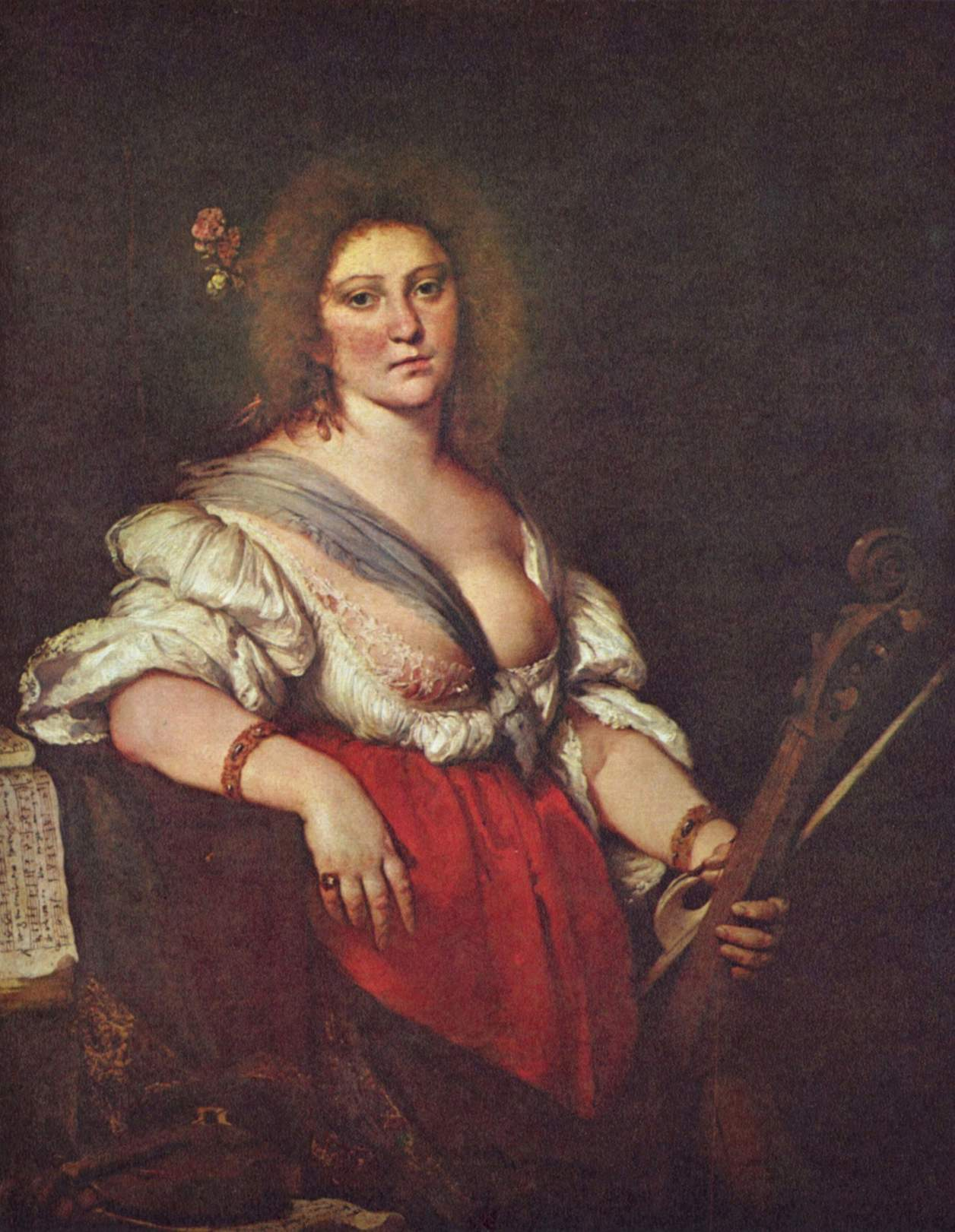
「弦楽器の奏者」
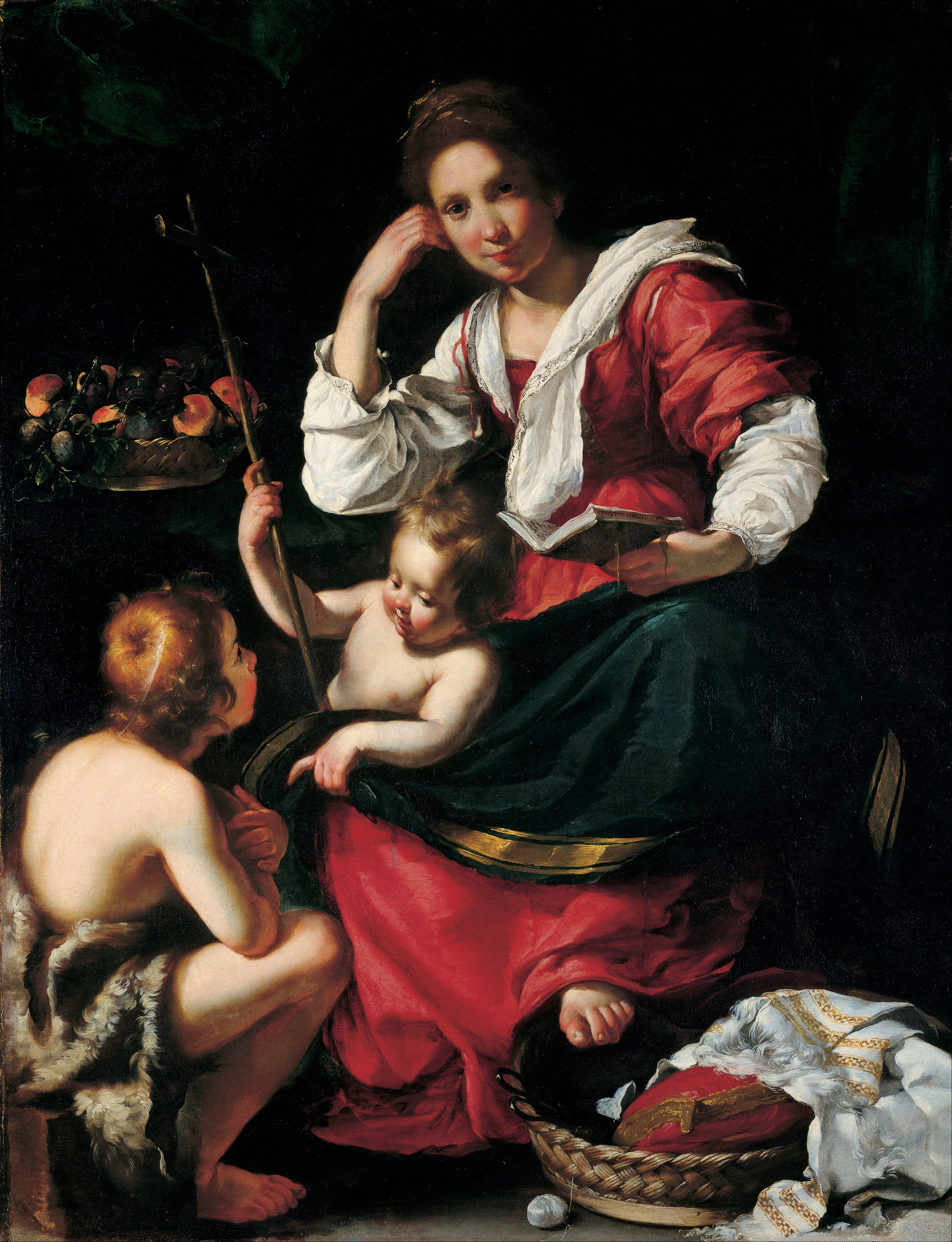
聖母子と洗礼者聖ヨハネ
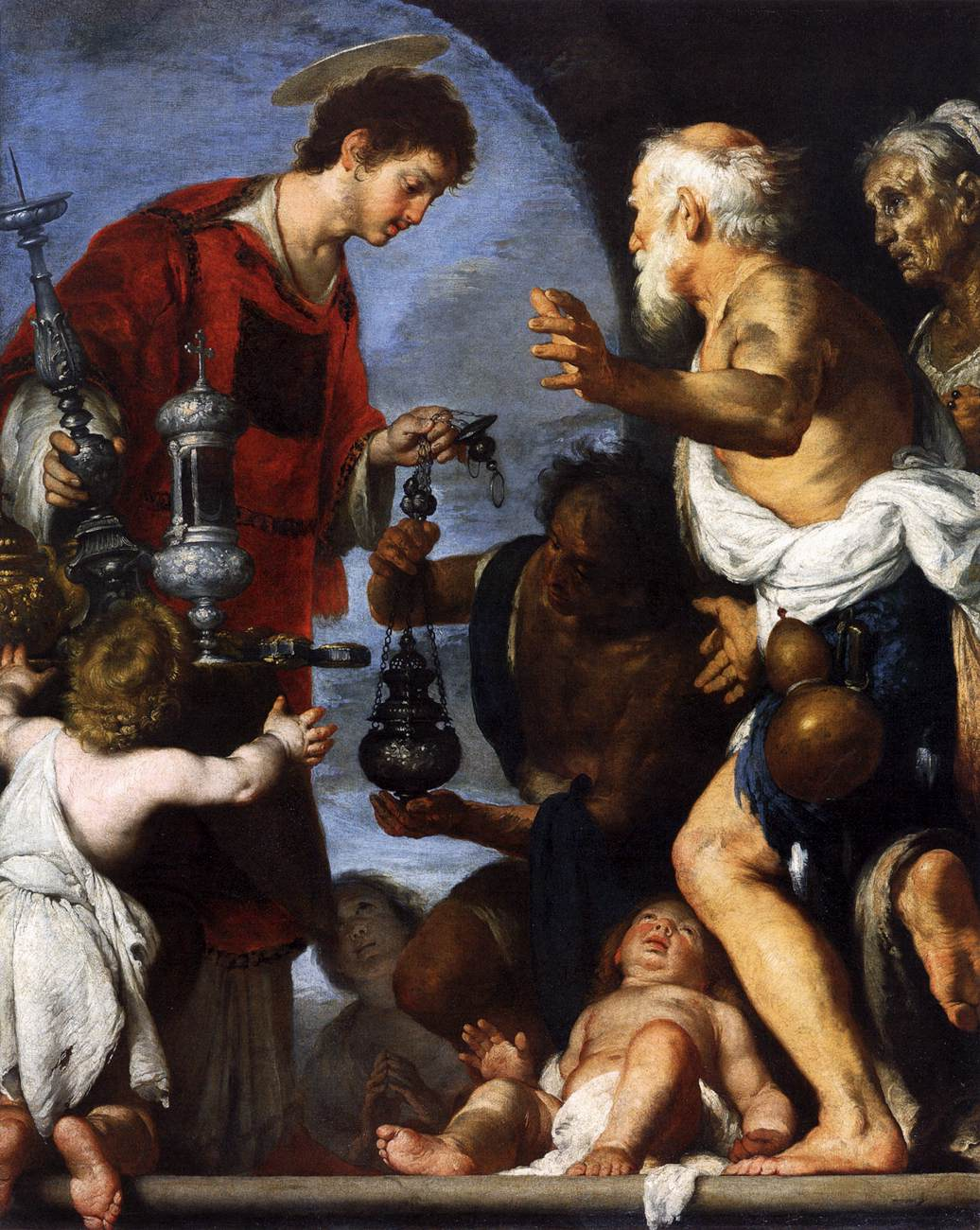
聖ラウレンチオ